# Blauwe ijsvogelvlinder
De blauwe ijsvogelvlinder (Limenitis reducta) is een dagvlinder uit de familie Nymphalidae, de vossen, parelmoervlinders en weerschijnvlinders. De vleugel varieert in lengte tussen de 22 en 27 mm.
De vlinder vliegt van zeeniveau tot 1500 meter in het gebied van Noord-Spanje, Zuid- en Oost-Frankrijk, Italië en de Alpen. Hoogst zelden wordt de blauwe ijsvogelvlinder als dwaalgast in Nederland en België aangetroffen.
De vlinder geeft de voorkeur aan warme tot zeer warme plaatsen in bossen bij beekjes en andere vochtige plaatsen.
De vliegtijd is van mei tot en met augustus.